# Strogulomorpha
Strogulomorpha is een geslacht van rechtvleugeligen uit de familie krekels (Gryllidae). De wetenschappelijke naam van dit geslacht is voor het eerst geldig gepubliceerd in 1988 door Desutter-Grandcolas.

## Soorten
Het geslacht Strogulomorpha omvat de volgende soorten:
- Strogulomorpha aequatorialis Gorochov, 2009
- Strogulomorpha borea Desutter-Grandcolas, 1988
- Strogulomorpha boreita Desutter-Grandcolas, 1988
- Strogulomorpha davidi Gorochov, 2011
- Strogulomorpha estiron Desutter-Grandcolas, 1991
- Strogulomorpha infuscata Desutter-Grandcolas, 1988
- Strogulomorpha proxima Gorochov, 2011
- Strogulomorpha separata Gorochov, 2011